# 1143 Odysseus
1143 Odysseus là một tiểu hành tinh Trojan Sao Mộc có quỹ đạo L4 Điểm Lagrange thuộc hệ Mặt trời-Sao Mộc, ở "Trại Hy Lạp". Nó được đặt theo tên anh hùng Odysseus Laertiades Hy Lạp cổ đại ở trường ca Hómēros The Odyssey. Nó được phát hiện bởi Karl Wilhelm Reinmuth năm 1930.